# Mario López Valdez
Mario López Valdez (Cubiri de la Loma, Sinaloa, Sinaloa; 18 de enero de 1957), conocido también como Malova, por sus dos letras iniciales en el nombre y apellidos, es un empresario y político mexicano. Fungió como gobernador de Sinaloa para el periodo 2011-2016. A lo largo de su carrera política fue también presidente municipal de Ahome, Sinaloa, de 2002 a 2004, y senador por Sinaloa de 2006 a 2010.

## Formación académica
Su educación primaria la realizó en la Escuela Primaria Club de Leones, y cursó la secundaria y preparatoria en la Esc. Ignacio Manuel Altamirano. Es licenciado en Contaduría por el Instituto Tecnológico de Los Mochis (ITLM).

## Actividad empresarial
- Fundador de Ferretería Malova, S.A. de C.V. (1984)
- Fundador de Mayoreos Bustos del Pacífico, S.A. (1991-1995)
- Fundador de Constructora Mafran, S.A. de C.V. (1992-1999)
- Consejero de Banca Promex, S.A. (1994-1995)

## Trayectoria política
En 2001 fue elegido Presidente Municipal de Ahome, cuya cabecera es la ciudad de Los Mochis, para el periodo que culminó en 2004, en 2005 trabajó en la administración de Jesús Aguilar Padilla como Secretario de Planeación y Desarrollo del gobierno del estado. Fue postulado candidato del PRI a senador por Sinaloa en conjunto con Francisco Labastida Ochoa, obteniendo el triunfo y siendo electos para el periodo de 2006 a 2012.
En el Senado de la República se desempeñó como Secretario de la comisión de Desarrollo Regional y de Medio Ambiente, Recursos Naturales y Pesca, y como integrante de las de Agricultura y Ganadería y de Recursos Hidráulicos.
El 19 de marzo de 2010 renunció a su militancia en el PRI para buscar ser candidato independiente a la gobernatura de Sinaloa por la Alianza Unidos por Sinaloa. El 23 de marzo solicitó y obtuvo licencia como senador, y el 24 de marzo se registró como precandidato de la alianza Unidos por Sinaloa que congregó a los partidos PAN, PRD y Convergencia a la gubernatura.
Resultó elegido como gobernador en las elecciones estatales de Sinaloa de 2010, recibiendo la constancia de mayoría el 11 de julio.

## Familia y vida personal
Está casado con Sofía Carlón con quien tiene cuatro hijos: Luis Mario, José Francisco, Sofía Elena y Juan Carlos.

## Controversias

### Frank Armenta Espinoza
Se desempeñaba como guardaespaldas de Mario López Valdez, y aseguraba que éste protegía al cártel de Sinaloa. Armenta Espinoza afirmó que asistió junto con el gobernador a una “reunión de trabajo” en el poblado de Quilá, donde estuvieron Joaquín Guzmán Loera e Ismael Zambada García, líderes del cártel de Sinaloa. En esa reunión, dice, se habló de la necesidad de formar un grupo para la seguridad del mismo crimen organizado, que “necesitaba” el control absoluto de la entidad. Para eso, afirma el guardaespaldas, el gobierno estatal designó a Jesús Antonio Aguilar Íñiguez, a pesar de que había tenido en su contra órdenes de aprehensión.

### Unidad de Transparencia y Rendición de Cuentas
La creación de esta Unidad que tenía como fin vigilar el buen manejo de los recursos públicos, causó polémica, ya que la misma depende del Gobierno Ejecutivo Estatal.

### Las «nalopatrullas»
Durante el primer mes de su gestión se supo de la compra a Leonardo “Nalo” Félix Gutiérrez, su “padre empresarial”, de 90 camionetas Cheyenne equipadas. La adquisición se hizo de manera directa, sin licitar, por un monto de 50 millones 899 mil pesos. Félix Gutiérrez, concesionario de la empresa Culiacán Motors, es reconocido como el principal apoyo para que López Valdez iniciara su trayectoria como empresario en 1984, cuando fundó las ferreterías Malova.